# Крешенци, Алессандро (кардинал)
Алессандро Крещенци (итал. Alessandro Crescenzi; 12 сентября 1607, Рим, Папская область — 8 мая 1688, там же) — итальянский куриальный кардинал и папский дипломат, сомаск. Епископ Термоли с 13 июля 1643 по 13 июня 1644. Епископ Ортоны и Кампли с 13 июня 1644 по 26 августа 1652. Апостольский нунций в Турине с 16 ноября 1646 по 24 декабря 1658. Епископ Битонто с 26 августа 1652 по 14 мая 1668. Префект Дома Его Святейшества с 23 декабря 1670 по 27 мая 1675. Титулярный латинский патриарх Александрийский с 19 января 1671 по 27 мая 1675. Епископ-архиепископ Реканати и Лорето с 24 февраля 1676 по 9 января 1682. Камерленго Священной Коллегии кардиналов с 9 апреля 1685 по 3 марта 1687. Кардинал-священник с 27 мая 1675, с титулом церкви Санта-Приска с 15 июля 1675 по 8 мая 1688. 